# Armen Aïvazian
Pour les articles homonymes, voir Armen Djigarkhanian.
Armen Aïvazian, né le 16 avril 1938 à Akhalkalaki (République socialiste soviétique de Géorgie, en URSS) et mort le 16 décembre 2007 à Erevan (Arménie), est un acteur arménien.

## Biographie

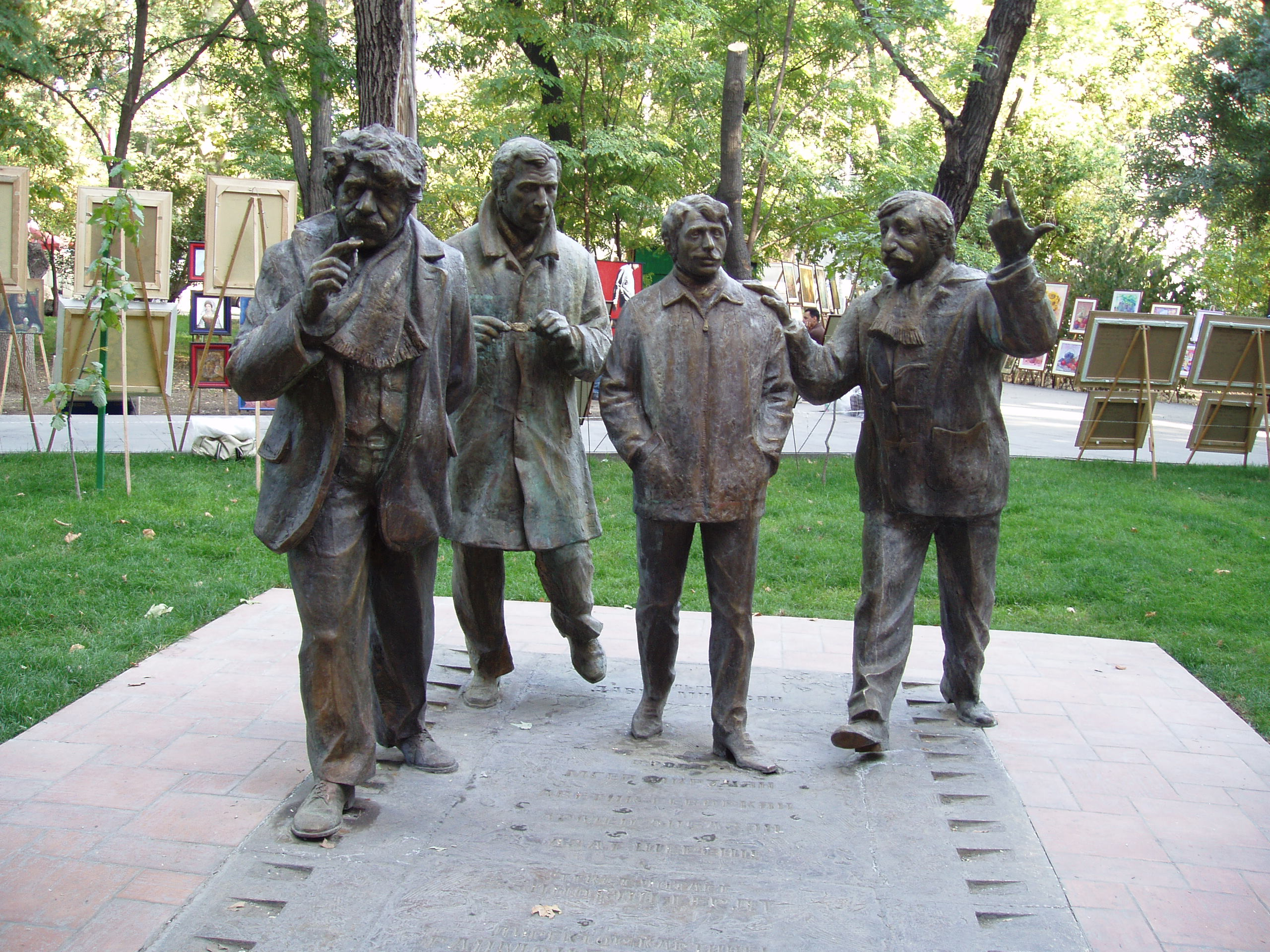
Groupe Les Hommes par David Minassian à Erevan représentant Frounzik Mkrtchian (Suren), Azat Sherents (Vazgen), Avetik Gorgyan (Aram) et Armen Aïvazian (Sako).

Armen Aïvazian naît à Akhalkalaki en 1938. En 1966, il est diplômé de l'Institut polytechnique d'Erevan,.  

## Filmographie partielle

### Au cinéma
- 1969 : Saroyan yeghbayrnere : Papyan
- 1969 : We and Our Mountains (Menq enq, mer sarere) : Zaven
- 1971 : Vystrel na granitse : capitaine Armen Vanunts
- 1973 : Tghamardik (Les Hommes) : Sako
- 1974 : Yerevanyan oreri khronikan : Ruben
- 1977 : Yerkunq : Lukashin
- 1977 : Kamennaya dolina : Bagrat